# Tříbubnový kotel

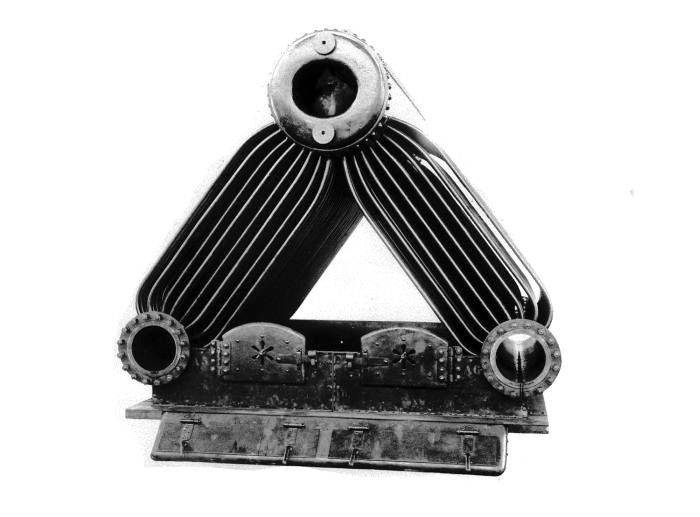
odstrojený tříbubnový kotel

Tříbubnový kotel je druh vodotrubého parního kotle, využívaný především v lodích. Jeho charakteristickým konstrukčním rysem je trojice válcových kotlů, jejichž podélné osy jsou rovnoběžné. Tyto kotle jsou propojeny trubkami do konstrukce, připomínající zpředu obrácené písmeno V.

## Popis konstrukce
Dva menší kotle, naplněné vodou, tvoří základnu kotle. Z nich vychází šikmo vzhůru jedna nebo několik řad vodních trubek, které ústí do třetího, většího kotle. V něm se odděluje vyrobená pára od vody. Návrat vody z prostředního do dolních kotlů zajišťují zvláštní trubky o větším průřezu.
Postupem času se z tohoto základního typu vyvinuly další speciální druhy kotlů.